# Westcliffe
Westcliffe è un centro abitato (town) degli Stati Uniti d'America, capoluogo di contea della contea di Custer dello Stato del Colorado. Nel censimento del 2000 la popolazione era di 417 abitanti.

## Geografia fisica
Secondo i rilevamenti dell'United States Census Bureau, Westcliffe si estende su una superficie di 2,9 km².